# Asociación Archivo, Guerra y Exilio
La asociación Archivo, Guerra y Exilio (AGE) es una plataforma de reivindicación de los derechos de las víctimas del franquismo y la recuperación de la Memoria Democrática. Fue fundada en 1998.
A nivel internacional reúne a unos 500 guerrilleros residentes principalmente en España, Cuba, México, Checoslovaquia y la antigua Unión Soviética. También agrupa a antiguos miembros de las Brigadas Internacionales y a los llamados "niños de la guerra" embarcados por la Segunda República Española con destino a Rusia y que bien no regresaron o si lo hicieron, fue «a un país donde apenas les quedaba raíz afectiva alguna». Otra de las labores de la AGE es sacar a la luz viejas fichas policiales de los miembros de las guerrillas, así como de los expedientes de juicios sumarísimos impetrados a los acusados de apoyar a la guerrilla antifranquista, como los 'maquis' (o el maquis español).
Al inicio de 2017 ocupó el cargo de Secretaria General de la AGE Dolores Cabra, habiendo tenido como presidenta de la Asociación –hasta su muerte en 2012– a Adelina Kondrátieva, brigadista y defensora del papel de la memoria histórica, en tanto en cuanto «nos indica qué debemos hacer para comprender no el pasado, sino lo que nos espera». Así mismo, hasta 2015 tuvo como Presidenta de Honor a Elvira Godás, maestra republicana.